# Sison (Surigao do Norte)
Sison é um município de  quinta classe de renda municipal (d) na província Surigao do Norte, nas Filipinas. De acordo com o censo de 1 de maio  de  2020 possui uma população de 14 290 pessoas e 3 399 domicílios.